# 1862

## أحداث
- أوتو فون بسمارك يصبح رئيس وزراء مملكة بروسيا.
- تأسيس مدينة سكھر وتقع حاليا في باكستان.
- تأسيس مدينة نويفا هلفيسيا وتقع حاليا في الأوروغواي.
- تأسيس مدينة أوكلاند وتقع حاليا في الولايات المتحدة.
- تأسيس مدينة فكتوريا ، كولومبيا البريطانية على يد شركة خليج هدسون وتقع حاليا في كندا.
- تأسيس مدينة بويرتو لا كروز وتقع حاليا في فنزويلا.
- تأسيس مدينة براني وتقع حاليا في الجبل الأسود.
- تأسيس مدينة أهواتشابان وتقع حاليا في السلفادور.
- 15 أغسطس: تأسيس مدينة أراراس وتقع حاليا في البرازيل.
- حصار يوركتاون في الفترة ما بين 5 أبريل و4 مايو.
- وقوع حرب داكوتا 1862 بداية من 17 أغسطس 1862 إلى 26 ديسمبر 1862.
- السعوديون ينتصرون في معركة ضد عنيزة.

## مواليد
- آرثر وين
- أبو يعلى الزواوي
- أريستيد بريان
- ألبري ايدسون سليبر
- ألفار غولستراند
- أوتو إرنست
- تشارلز إيفانز هيوز
- جوزيف ميريك
- جوليس ريتشارد
- دكنسون جولدزورذي لوز
- دليوس فريدريك
- شيستر هاردي الدريتش
- عبد الرحمن قراعة
- عمر المختار
- غرهارت هاوبتمان
- غوستاف كليمت
- فيليب أنتون لينارد
- موريس ماترلينك
- نيكولاس موارى بتلر
- هنري لامنس
- هنري مكماهون
- وليام هاسلدن اليرب
- وليم هنري براغ
- إيميليو سالغاري
- عبد العزيز بن حمد المبارك
- محمد إمام العبد

## وفيات
- ألبرت، الأمير الزوج
- توماس هارتول هورن
- تيودور بلهارتس
- جون تايلر
- سيلفستر تشورتشل
- صمويل كولت
- ليوبولد شيفر
- مارتن فان بيورين
- هنري ديفد ثورو
- صبغة الله الحيدري - عالِم وفقيه وخطاط عراقي.
- 24 يوليو - مارتن فان بيورين، سياسي أمريكي وثامن رؤساء الولايات المتحدة الأمريكية.